# Rhacophorus pseudacutirostris
Espèce
Rhacophorus pseudacutirostris est une espèce d'amphibiens de la famille des Rhacophoridae.

## Répartition
Cette espèce est endémique de Sumatra en Indonésie.

## Publication originale
- Dehling, 2011 : Taxonomic status of the population of Rhacophorus angulirostris Ahl, 1927 (Anura: Rhacophoridae) from Sumatera Barat (West Sumatra) and its description as a new species. Salamandra, vol. 47, p. 133-143 (texte intégral).